# Liste der Langlaufloipen in Kroatien
Die folgende Liste enthält die Langlaufloipen in Kroatien.
| Langlaufgebiet                  | Ort                     | Kilometer | Höhe (m ü. M.) | Region       |
| ------------------------------- | ----------------------- | --------- | -------------- | ------------ |
| Vrbovska poljana                | Vrbovsko                |           | 1240           | Gorski kotar |
| Biathlonzentrum Zagmajna        | Mrkopalj                | 4,5       | 900            | Gorski kotar |
| Kroatisches olympisches Zentrum | Bjelolasica             |           | 620            | Gorski kotar |
| Platak                          | Rijeka (26 km entfernt) | 10        | 1100           | Gorski kotar |